# Gastrochilus acinacifolius
Gastrochilus acinacifolius är en orkidéart som beskrevs av Zhan Huo Tsi. Gastrochilus acinacifolius ingår i släktet Gastrochilus och familjen orkidéer.
Artens utbredningsområde är Hainan (Kina). Inga underarter finns listade i Catalogue of Life.